# Airco D.H.4
Airco D.H.4 byl britský dvoumístný dvouplošný bombardér vyráběný firmou Airco a používaný během první světové války i po ní.
Hlavním konstruktérem typu byl Geoffrey de Havilland (proto zkratka D.H.). Poprvé vzlétl v srpnu 1916 a do služby u Royal Flying Corps (RFC) vstoupil v březnu 1917. Značné množství letounů D.H.4 bylo vyrobeno ve Spojených státech v licenci (celková licenční produkce nakonec přesáhla počet strojů vyrobených v Británii) pro americké síly bojující ve Francii – v USA totiž tehdy neexistoval žádný typ vhodný k bojovému nasazení v Evropě (ať již jako stíhací, průzkumný či bombardovací), Američané tak byli zcela odkázáni na nákup, popřípadě i licenční výrobu, cizích strojů.
Britské D.H.4 létaly s několika typy motorů, z nichž nejlepší a nejvýkonnější byl Rolls-Royce Eagle VIII o vzletovém výkonu 360 hp (268,5 kW). Výzbroj letounu tvořil jeden synchronizovaný kulomet Vickers ráže 7,7 mm a jeden nebo dva kulomety Lewis ráže 7,7 mm na oběžném kruhu Scarff ovládaný pozorovatelem. Typický bojový náklad představovala kombinace 230liberních a 112liberních trhavých pum do hmotnosti 460 liber (cca 209 kilogramů), ovšem byly používány i jiné typy pum. První jednotkou vyzbrojenou novými D.H.4 se stala 55. squadrona RFC, která vstoupila do bojů ve Francii 6. března 1917.

## Vznik a vývoj
D.H.4 byl navržen Geoffrey de Havillandem (později Sir Geoffrey de Havilland, Kt, CBE) jako dvoumístný denní bombardér (lehký bombardér) poháněný právě vyvíjeným motorem 200 H.P. BHP (po dalších změnách, které vedly k nárůstu výkonu na 230 hp, byl zaveden do výroby jako Galloway Adriatic, který byl poměrně záhy nahrazen typem Siddeley-Deasy Puma o srovnatelném výkonu). Prototyp D.H.4 (stroj nesl sériové číslo 3696) poprvé vzlétl v srpnu 1916, poháněl jej jeden z vývojových kusů motoru 200 H.P. BHP o vzletovém výkonu 200 hp (149 kW). Zatímco zkoušky D.H.4 byly slibné, motor BHP byl zaveden do výroby se zpožděním, navíc výroba značně pokulhávala za požadavky (výroba v novém závodě Tongland factory se rozbíhala pomalu a nikdy nedosáhla předpokládané měsíční produkce, z první — a také jediné — zakázky na 560 motorů bylo dodáno pouze 94 kusů; teprve v roce 1918 byla zahájena výroba mírně zdokonaleného typu Siddeley-Deasy Puma). Proto bylo rozhodnuto zabudovat do D.H.4 motor Rolls-Royce Eagle. První objednávka na 50 kusů D.H.4, poháněných motory Rolls-Royce 250 hp, Mk.III (později dostal označení Eagle III) o vzletovém výkonu 285 hp, byla zadána na konci roku 1916.
Jak výroba pokračovala byly na D.H.4 používány nové, výkonnější verze motorů Eagle (Eagle V, Eagle VI, Eagle VII a Eagle VIII). Definitivní, a také nejrozšířenější, verzí se stal D.H.4 s motorem Eagle VIII o výkonu 360 hp, který poháněl většinu D.H.4 nasazených na frontě na konci roku 1917 (výroba motoru postupně narůstala a ve verzi Eagle VIII již pokrývala většinu požadavků, ostatně tato představovala více než 70,5 % celkového objemu výroby tohoto motoru). Kvůli počátečnímu nedostatku motorů Eagle byly zkoušeny a i na sériové letouny montovány i jiné typy motorů. Patřily mezi ně Galloway Adriatic o výkonu 230 hp, 200 H.P. Royal Aircraft Factory R.A.F.3A (vzletový výkon 260 hp), Siddeley-Deasy Puma o vzletovém výkonu 230 hp a Fiat A.12 o výkonu 260 k (191 kW), všechny byly používány i v sériových letounech (D.H.4 s motory Fiat byly stavěny na podkladě ruské objednávky, ovšem žádný z nich se do bolševické revoluce již do Ruska nedostal, později byly předány britskému letectvu). Žádný z těchto motorů se sice nedosahoval výkonu motoru Eagle III (285 hp), ale těch byl zpočátku prostě nedostatek. Později byly starší stroje, poháněné slabšími motory staženy z Francie a předány výcvikovým a druhosledovým jednotkám v Británii (pokud mezitím nebyly zničeny či odepsány pro opotřebení).
Vedle těchto se zkoušely mj. i motory Renault 12Fe, R.A.F.4d a Sunbeam Matabele o vzletovém výkonu 420 hp.
Do strojů vyráběných v USA (pod označením D.H.4A) se montovaly motory Liberty 12A a i když s nimi D.H.4 dosahovaly lehce horších výkonů než s Eaglem, byly to nakonec Liberty, které poháněly D.H.9A (původně byl konstruován jako nástupce D.H.4).

## Výroba

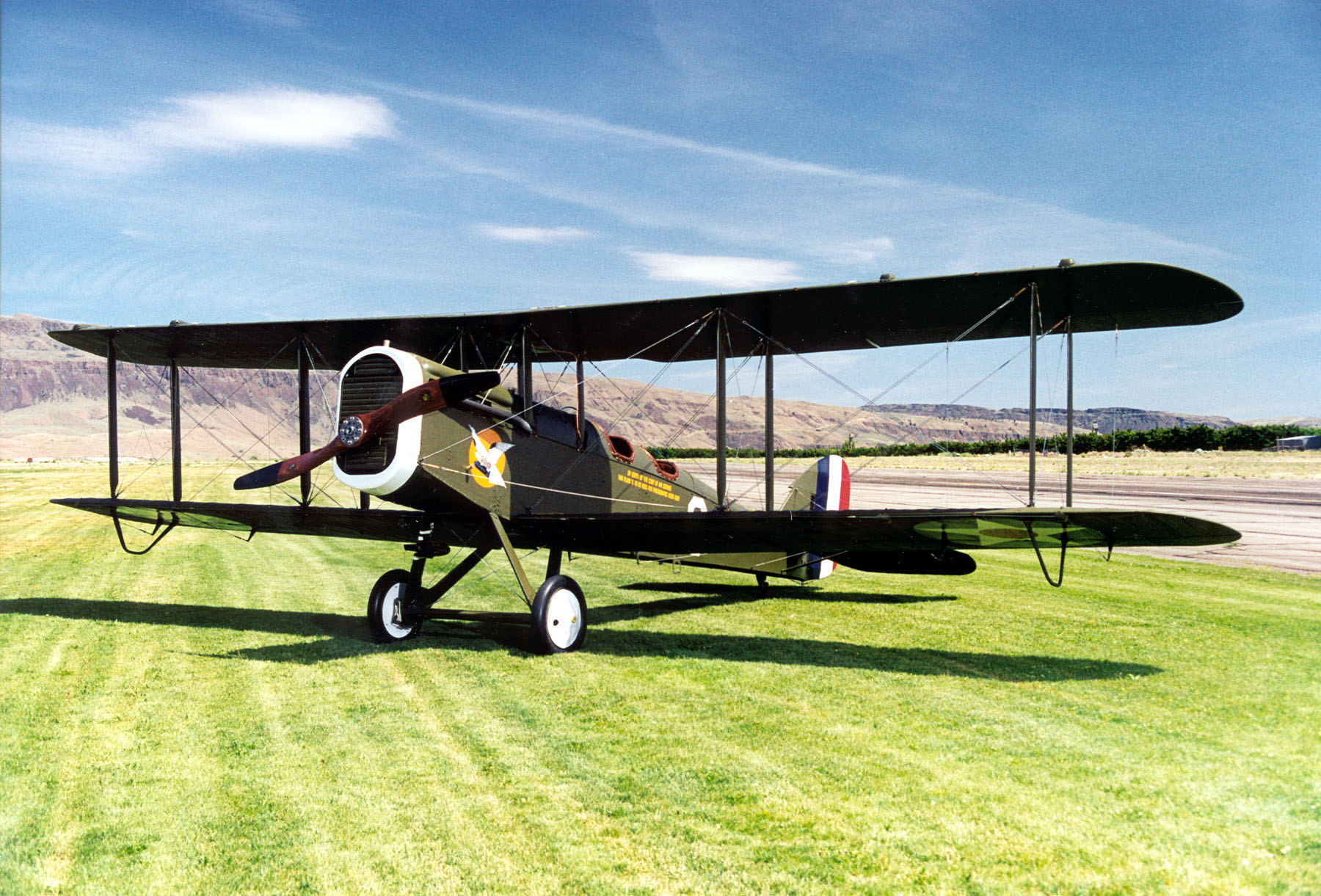
Americký DH-4 v Národním muzeu USAF

V Británii vyráběly D.H.4 společnosti Airco (960 strojů), F. W. Berwick & Co. Ltd. (100), Waring and Gillow Ltd. (46 — ve skutečnosti byly dodány firmou Palladium Autocars), Palladium Autocars Ltd. (100), Vulcan Motor and Engineering Co. (100) a Westland Aircraft Works (155, přiděleny sériová čísla pro 167 letounů), tj. celkem 1461 (což nesouhlasí s počtem 1449 sériových strojů, to je dáno tím že 12 strojů bylo nebylo zkompletováno a byly uskladněny — později byly dodány na civilní trh, dalších 12 od firmy Westland navíc bylo přečíslováno, tj. bylo využito všech 167 přidělených sériových čísel). Belgická SABCA vyrobila 15 kusů. V Británii bylo vyrobeno celkem 1449 strojů pro RFC a RNAS.
Ve Spojených státech vyráběly D.H.4A s motory Liberty pro US Army Air Service firmy Boeing Airplane Corporation, Dayton-Wright Aeroplane Company, The Fisher Body Corporation a Standard Aircraft Corporation. U amerických výrobců byla zprvu objednána stavba celkem 3227 strojů (!), tento počet byl postupně zvýšen dokonce až na 9500 D.H.4 (první byl zalétán 29. října 1917), do Francie jich během války bylo dodáno 1885.
Po válce získalo několik firem (hlavně Boeing) zakázky na přestavbu přebytečných D.H.4 na provedení D.H.4B. U Boeingu byly tyto letouny označovány jako Model 16 a dodávky 111 kusů od Boeingu trvaly od března do července 1920. O tři roky později se 50 z nich vrátilo k dalším úpravám.
V roce 1923 objednala armáda u Boeingu novou verzi D.H.4, jejíž největší změnou byla konstrukce trupové příhrady z ocelových trubek potažený plátnem místo původní dřevěné kostry. Tři prototypy byly označeny DH-4M-1 (M jako „modernized“, modernizovaný) a byla objednána jejich výroba stejně jako obdobné verze DH-4M-2 vyvinuté firmou Atlantic Aircraft. 22 ze 163 DH-4M-1 bylo armádou přestavěno na cvičné letouny s dvojím řízením (DH-4M-1T) a několik dalších pro vlek rukávových terčů (DH-4M-1K). 30 letounů původně objednaných armádou nakonec obdržela námořní pěchota, jejich označení bylo O2B-1 u základního modelu a O2B-2 u modelu vybaveného pro noční lety a výcvik v navigaci.

## Bojové nasazení

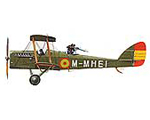
Skica španělského DH-4

D.H.4 vstoupily do služby u RFC v lednu 1917 u 55. squadrony RFC. Postupně se zvyšující počet jednotek přezbrojených na D.H.4 vedl postupnému zvyšování bojové hodnoty squadron RFC vyzbrojených bombardovacími letouny, dvě byly přezbrojeny v květnu a na konci roku už jich bylo šest. Stejně jako RFC i RNAS začalo používat D.H.4, a to jak nad Francií, tak nad Itálií a na balkánské frontě.
D.H.4 byl velice úspěšný a byl považován za nejlepší jednomotorový bombardér první světové války. Díky své spolehlivosti a skvělým výkonům – i tehdy, když byl plně naložen pumami – se stal velice oblíbený u svých osádek. D.H.4 se snadno pilotoval a obzvláště tehdy, když byl poháněn motorem Rolls-Royce Eagle VIII, tak jeho rychlost a dostup jej činily takřka nezranitelným německými stíhači do té míry, že při operačních letech často ani neměl stíhací doprovod. Jedním z nedostatků konstrukce D.H.4 byla vzdálenost mezi pilotem a pozorovatelem, daná umístěním palivové nádrže mezi nimi. To do značné míry znesnadňovalo vzájemnou komunikaci. Existovaly i určité obavy (hlavně u amerických jednotek), že takové umístění palivové nádrže je nebezpečné. Je ale pravdou, že vlastně všechny tehdejší typy byly „náchylné“ ke vznícení při zásahu zápalným střelivem (ostatně samosvorné obaly nádrží tehdy ještě byly neznámé, a všechny tehdejší letouny měly palivové nádrže v trupu, tehdejší konstrukce prostě neumožňovaly umístění hlavních palivových nádrží v křídle — a je otázkou, nakolik bylo toto uspořádání nebezpečnější než umístění palivové nádrže před pilotem, hned za protipožární přepázkou oddělující motorový prostor). Umístění palivové nádrže a prostor posádky bylo přepracováno u následujících typů D.H.9 a D.H.9A.
I přes jejich úspěch začaly počty D.H.4 u RFC klesat už na jaře 1918. Výroba přešla na typ D.H.9, od kterého se očekával vyšší výkon. D.H.9 se ale nakonec stal velkým zklamáním, když za výkony D.H.4 výrazně zaostával. 
V době svého vstupu do války nedisponovalo letectvo americké armády žádným typem letadla schopným služby v první linii. Proto si objednalo několik různých typů od britských a francouzských výrobců. Jedním z nich byl i typ D.H.4. Jako D.H.4A byl vyráběn hlavně firmami Dayton-Wright a Fisher Body od roku 1917. Pohonnou jednotkou byl motor Liberty 12A, výzbroj tvořily dva synchronizované kulomety Marlin ráže 7,7 mm, dva pohyblivé kulomety Lewis ráže 7,7 mm a 146 kg pum. I přes vyšší výkon motoru sice americké D.H.4A nedosahovaly výkonů britských D.H.4 s motory Eagle VIII, ale jako „Liberty Plane“ (Letoun svobody) se stal americkým standardním dvoumístným typem. Na konci roku 1918 tvořil výzbroj 13 amerických squadron a u svých osádek byl oblíbený.

## Verze
- D.H.4 : dvoumístný denní bombardér
- DH-4A : dvoumístný denní bombardér vyráběný v USA

## Uživatelé

### Vojenští uživatelé
- Belgie, Chile, Írán, Jihoafrická republika, Kanada, Kuba, Nový Zéland, Řecko, Španělsko, USA (USAAS, USN, USMC), Velká Británie (RAF, RFC, RNAS)

### Civilní uživatelé
- Aircraft Transport and Travel Limited, Handley Page Transport, Imperial Airways, Instone Air Line, SNETA

## Specifikace (D.H.4 s motorem Eagle VIII)

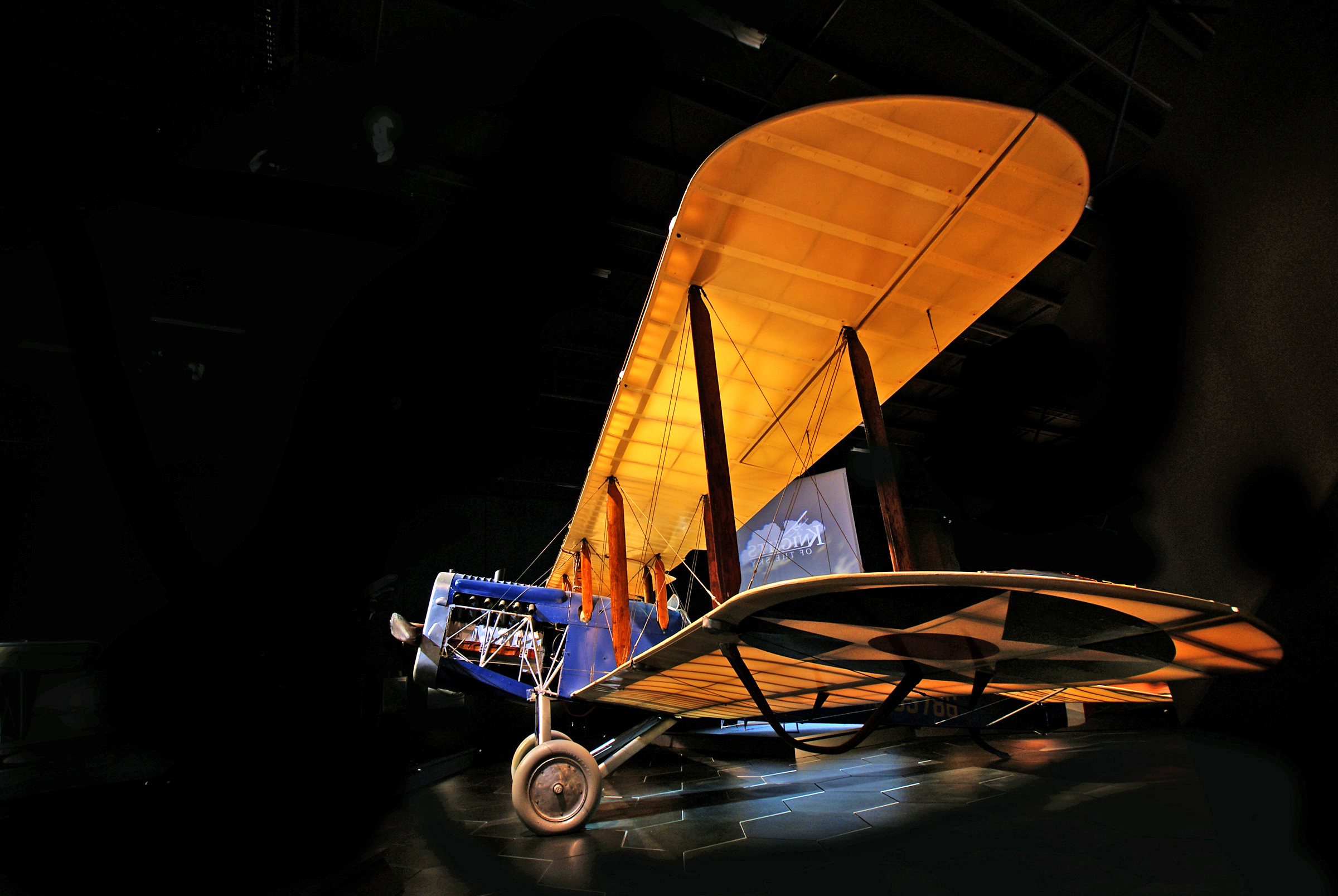
Airco D.H.4

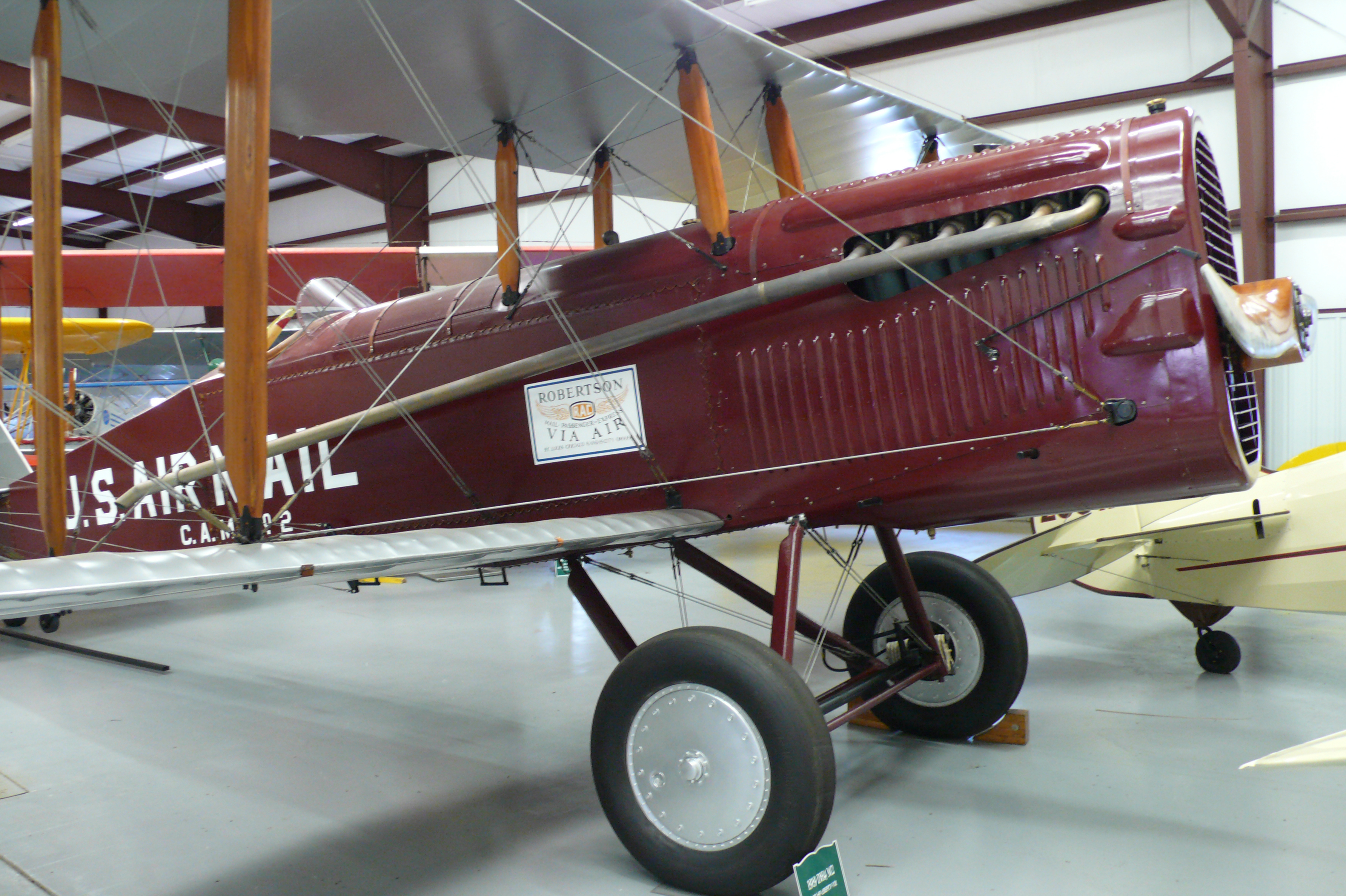
Airco D.H.4

### Technické údaje
- Posádka: 2 (pilot a pozorovatel/bombometčík)
- Rozpětí: 12,905 m
- Délka: 9,347 m
- Výška: 3,353 m
- Nosná plocha: 40,32 m²
- Hmotnost prázdného letounu: 1083 kg
- Vzletová hmotnost: 1575 kg
- Pohonná jednotka: 1 × kapalinou chlazený vidlicový dvanáctiválec Rolls-Royce Eagle VIII
  - Výkon pohonné jednotky: 360 hp

### Výkony
- Maximální rychlost:
  - 230 km/h na úrovni hladiny moře
  - 214 km/h ve výšce 3048 m
- Dostup: 6705 m
- Čas výstupu do výšky 3048 m: 9 min
- Vytrvalost: 3 hod 45 min

### Výzbroj
- 1 × synchronizovaný kulomet Vickers ráže 7,7 mm
- 1–2 × pohyblivý kulomet Lewis ráže 7,7 mm
- 2 × 230liberní (104kg) nebo 4 × 112liberní (51kg) puma